# Rutland-Melton International CiCLE Classic
La Rutland-Melton International CiCLE Classic és una competició ciclista d'un sol dia que es disputa anualment a la regió de Midlands de l'Est. Creada el 2005, el 2007 va entrar al calendari de l'UCI Europa Tour. És anomenada la París-Roubaix britànica, degut als camins rurals que travessa.
Al llarg dels anys, la cursa ha tingut diferents noms: Rutland-Melton Cicle Classic (2005-2007); East Midlands International Cicle Classic (2008-2010); TESCO Rutland-Melton International CiCLE Classic (2011) i Rutland-Melton International CiCLE Classic (des del 2012).

## Palmarès
| Any                                              | Vencedor                | Segon                   | Tercer                  |
| Rutland-Melton Cicle Classic                     |                         |                         |                         |
| ------------------------------------------------ | ----------------------- | ----------------------- | ----------------------- |
| 2005                                             | Scott Gamble            | Benoît Lagorce          | Matthew Stephens        |
| 2006                                             | Robin Sharman           | Chris Newton            | Jonathan Dayus          |
| 2007                                             | Malcolm Elliott         | Ian Wilkinson           | Michael Skelde          |
| East Midlands International Cicle Classic        |                         |                         |                         |
| 2008                                             | Ciaran Power            | Jan Bos                 | Malcolm Elliott         |
| 2009                                             | Ian Wilkinson           | Michael Berling         | Yanto Barker            |
| 2010                                             | Michael Berling         | Dan Craven              | Yanto Barker            |
| TESCO Rutland-Melton International CiCLE Classic |                         |                         |                         |
| 2011                                             | Zakkari Dempster        | Erwin De Kerf           | Marcin Bialoblock       |
| Rutland-Melton International CiCLE Classic       |                         |                         |                         |
| 2012                                             | Alexandre Blain         | Jamie Sparling          | James McCallum          |
| 2013                                             | Ian Wilkinson           | Ian Bibby               | Éric Berthou            |
| 2014                                             | Thomas Moses            | Thomas Scully           | Mark Mcnally            |
| 2015                                             | Steele Von Hoff         | Christopher Opie        | Harry Tanfield          |
| 2016                                             | Conor Dunne             | Gruffudd Lewis          | Christopher Lawless     |
| 2017                                             | Daniel Fleeman          | Hayden McCormick        | Brenton Jones           |
| 2018                                             | Gabriel Cullaigh        | Karol Domagalski        | Koos Jeroen Kers        |
| 2019                                             | Colin Joyce             | Gabriel Cullaigh        | Rory Townsend           |
| 2020-2021                                        | suspesa                 | suspesa                 | suspesa                 |
| 2022                                             | Finn Crockett           | Tomáš Kopecký           | Jacob Scott             |
| 2023                                             | Luke Lamperti           | Tijl De Decker          | James McKay             |
| 2024                                             | suspesa per inundacions | suspesa per inundacions | suspesa per inundacions |
| 2025                                             | Ben Granger             | Mathis Avondts          | Dylan Hicks             |